# Karpinski manastir
Manastir Karpino (makedonski: Карпински манастир) se nalazi u blizini sela Orah, pored grada Kumanova, u Republici Makedoniji.

## Povijest
Manastir je osnovan u XIV. st. kao zadužbina sevastokratora Dejana zeta cara Stefana Dušana (oženio je njegovu sestru Teodoru) posvećen Bogorodici.
Današnji ostatci potječu iz prijelaza XVI. st-XVII. st, to je u prvom redu crkva Uzačašća Marijina (makedonski: Воведение на Пресвета Богородица), oko koje je podignut manastir. 
To je mala kamena građevina s tri apside. U crkvi postoje dva sloja fresaka, stariji je iz doba gradnje crkve a noviji je iz 1892. godine, tad je manastir temeljno obnovljen. Novije freske oslikali su Petar i Atanas Nikolov iz Velesa, te Josif Radević iz Lazaropolja. Iz XVI. st ostala je očuvana samo jedna freska na zapadnom zidu crkvenog narteksa s motivom Bogorodice Orante. Crkva čuva vrijedan Ikonostas na kojem se nalaze 7 originalnih ikona iz 1606. – 1607., koje je naslikao zoograf Nikola s učenicima.
Manastir je više puta pregrađivan, i dograđivan. Imao je konake, igumanov dvor, gospodarske zgrade i zvonik (ovaj današnji je iz XIX. st.
Za vrijeme Drugog svjetskog rata 30. rujna 1944. godine, konaci (ćelije za monahe) sa sjeverne i jugozapadne strane su zapaljeni i uništeni od strane njemačke vojske.Tako da je i danas manastir Karpino djelomično u ruševnom stanju.
Manastir Karpino bio je važan centar srednjovjekovne pismenosti u svomekraju (tu su se prepisivale knjige i opismenjavalo stanovništvo), originalni manuskripti iz Karpina, danas se čuvaju u muzejima:  Moskve (Karpinsko evanđelje), Sofije i Beograda.